# Sigismund von Lamberg

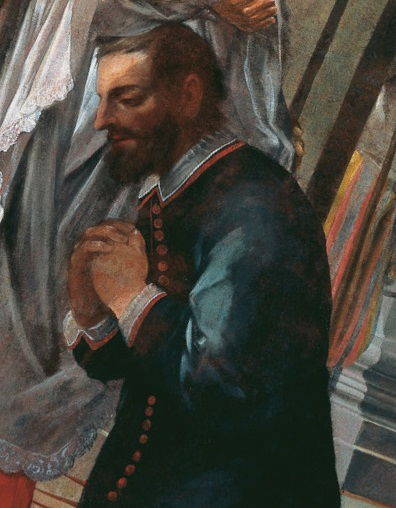
Sigismund von Lamberg

Sigismund von Lamberg († 8. Juni 1488 in Laibach) war der erste Bischof von Laibach (Ljubljana), ernannt 1461, bestätigt 1463; das Bistum Laibach war ebenfalls 1461 gegründet worden. Er entstammte der im Mannesstamm erloschenen Lambergschen Linie auf Stain und Gutenberg in Oberkrain, als das sechste von acht Kindern des Georg von Lamberg, des Besitzers der Herrschaft Gutenberg bei Tržič (Neumarktl).

## Wappen
Gevierter Schild, 1 und 4 gespalten von Silber und Rot, vorne zwei blaue Balken, 2 und 3 in goldenem Feld ein springender schwarzer Bracke. Auf dem Schild zwei gekrönte Spangenhelme; Helmdecken: rot- silbern und schwarz - gold. Helmkleinod: rechte Krone daraus zwei wachsende Büffelhörner, bestückt mit blauen Blättern, vorne wie Feld 1, hinten rot. Auf der linken Krone ein silber-blau schräglinks gestreiftes, mit goldenen Troddeln versehenes Kissen darauf der Bracke sitzend.

## Vita

### Pfarrer
Sigismund von Lamberg war im Jahre 1444 Pfarrer in St. Martin (Šmartin) bei Krainburg (Kranj) in Oberkrain. Zu seiner Pfarrei erhielt er zwei Benefiziate: Die Pfarrei St. Michael bei Bleiburg (Pliberk) und das Kanonikat in Freising. In den Jahren 1446–1449 widmete er sich vermutlich in Italien weiteren theologischen Studien.

### Auf dem Hof zu Wien
Er schien gute Beziehungen zum Kaiserhaus gehabt zu haben, denn im Jahre 1449 wurde er auf den Hof nach Wien als Hofkaplan und Beichtvater des Kaisers Friedrich III. (IV.) berufen, wo ihm auch das Hofamt des Almoseniers übertragen wurde. Dort schloss er auch nähere Bekanntschaft zu Aeneas Sylvius Piccolomini, dem späteren Papst Pius II.

### Bischof von Laibach
Kaiser Friedrich III. (IV.) gründete im Jahre 1461 im Einvernehmen mit dem Papst das Bistum Laibach und bestimmte Sigismund von Lamberg zum Bischof. Dem neuen Bistum sollte auch das Benediktinerkloster Oberburg (Gornji Grad) in der Untersteiermark inkorporiert werden.
Aufgrund des vehementen Widerstands der dortigen Mönche, die sich gegen die Unterstellung ihres Klosters unter das Bistum Laibach wehrten, denn dadurch hätte der Bischof von Laibach auch das Recht, die Prioren ein- und abzusetzen, verzögerte sich auch die päpstliche Bestätigung Sigismunds zum Bischof bis in das Frühjahr 1463. Erst nachdem dem Kloster 120 Dukaten als Entschädigung für die Aushändigung der Urkunden und für die Abtretung der Rechte und Privilegien gezahlt worden waren, wurde der Streit beigelegt.
Wegen des moralischen und sittlichen Verfalls im Kloster und auch wegen der Abwanderung der Bevölkerung angesichts der türkischen Gefahr, wurde das Kloster auf Initiative des Bischofs Lamberg von Papst Sixtus IV. im Jahre 1473 aufgelassen. Dem Bischof wurde aufgetragen, dort ein Kollegium für weltliche Priester einzurichten.
Sigismund gelang es, allerdings nicht ohne Schwierigkeiten, auch die rechtliche Situation zwischen seinem Bistum und dem Patriarchen von Aquileja zu regeln, der mit der Exemtion des Bistums aus seinem Zuständigkeitsbereich nicht einverstanden war.
Größte Mühen bereiteten Lamberg die Türken, die im Jahre 1469 die Laibacher Kathedrale in Brand setzten und 1471 Oberburg verwüsteten. Schon im Jahre 1464 wurde er vom päpstlichen Beauftragten, dem Bischof von Lavant Rudolf von Rüdesheim zum Kommissär des Kreuzzugheeres gegen die Türken ernannt, Bemühungen, die allerdings von den Repräsentanten der weltlichen Macht nicht unterstützt wurden. Beim Ausbau und der Renovierung der zerstörten Laibacher Kirchen (St. Nikolaikirche, und der Kathedrale) wurde er vom Papst aber auch vom Kaiser und der Kaiserin nach Kräften unterstützt.

## Würdigung
Lambergs geistige Ausrichtung war humanistisch. Er begeisterte sich auch für die Reform der Kirche, deshalb war er auch Anhänger der Beschlüsse des Konzils von Basel.
Er starb am 8. Juni 1488; beigesetzt wurde er in der Laibacher Kathedrale. Von dort wurden seine sterblichen Überreste im Jahre 1678 in die Familiengruft auf der Burg Stain bei Vigaun (Kamen pri Begunjah) überführt.
Bischof Chrön (Hren) setzte für ihn im Presbyterium der Kathedrale in Oberburg eine Gedenktafel und ließ dort auch eine Statue von ihm aufstellen.
In Ljubljana erinnert an ihn heute noch ein Standbild in voller Größe außen an der Nordseite der dortigen Kathedrale.

## Genealogie
Direkte Linie:
- Wolrat III. Lamberger, † 1246
- Berengar Lamberger, † nach 1322
- Wilhelm I. Lamberger, † 1336/56; ⚭ Jutta N
- Wilhelm II. von Lamberg, 1397–1414; ⚭ Diemuth von Pöttwein (Podwein)
- Georg I., der ältere, Herr zu Savenstein, kaufte um 1396 die Herrschaft Gutenberg; 1438 war er der 22. Landesverweser in Krain; ⚭ Katharina (Sybilla) von Dietrichstein.

Kinder (des Georg I.):
1. Amalaidis, ⚭ Heinrich von Helfenberg,
2. Margaretha (Barbara), ⚭ Georg von Scheyer,
3. Heinrich,
4. Johann I.
5. Caspar I., († 1509), oberster Feldhauptmann unter Herzog Ernst von Braunschweig; 1487 in kaiserlichen Diensten gegen König Matthias Corvinus von Ungarn; um 1490 entdeckte er die Quecksilbervorkommen in Idrija (Innerkrain);
6. Sigismund, erster Bischof von Laibach
7. Friedrich, ⚭ Elisabeth von Fladnitz, T.d. Friedrich von F. und der Kunigunda Cossa,
8. Georg II.

## Anmerkung
Krainer Inkolat und Standeserhöhungen derer von Lamberg:
- Landständisch in Krain (Krainer Inkolat / Indigenat) seit 1463.
- Freiherren seit 1524,
- Reichsgrafen seit 1636,
- Reichsfürsten seit 1707.